# Industriebahn Seckbach
| Güterzug, geführt von Lok D 1, überfährt die Lahmeyerbrücke (17. September 1980) |                      |                                                     |                                         |
| Streckenlänge: | 2,8 km               |                                                     |                                         |
| Spurweite: | 1435 mm (Normalspur) |                                                     |                                         |
| |                      |                                                     |                                         |
| \| \| \| Strecke von Hanau \| \| \| \| \| Lahmeyerbrücke Strecke nach Frankfurt \| \| \| \| \| HIM \| \| \| \| \| \| \| \| \| \| Stammgleis Wächtersbacher Straße Magnus \| \| \| \| \| U4/U7 \| \| \| \| \| Stammgleis Kruppstraße Vaillant, VEDAG, \| \| \| \| \| Preussag, Lurgi, Gotek, Lesonal, Fries Werft Union, \| \| \| \| \| Deutsche Asphalt GmbH, Landis & Gyr, Blumör \| \| |                      |                                                     |                                         |
| Abzweig geradeaus und ehemals nach links · Strecke von rechts (außer Betrieb) |                      | Strecke von Hanau                                   | Strecke von Hanau                       |
| Strecke nach links · Kreuzung geradeaus oben (Strecke geradeaus außer Betrieb) |                      | Lahmeyerbrücke Strecke nach Frankfurt               | Lahmeyerbrücke Strecke nach Frankfurt   |
| Strecke (außer Betrieb) |                      | HIM                                                 | HIM                                     |
| Abzweig geradeaus und von links (Strecke außer Betrieb) · Abzweig geradeaus und nach rechts (Strecke außer Betrieb) |                      |                                                     |                                         |
| Strecke (außer Betrieb) |                      | Stammgleis Wächtersbacher Straße Magnus             | Stammgleis Wächtersbacher Straße Magnus |
| Kreuzung mit U-Bahn (Strecke geradeaus außer Betrieb) |                      | U4/U7                                               | U4/U7                                   |
| |                      | Stammgleis Kruppstraße Vaillant, VEDAG,             |                                         |
| |                      | Preussag, Lurgi, Gotek, Lesonal, Fries Werft Union, |                                         |
| |                      | Deutsche Asphalt GmbH, Landis & Gyr, Blumör         |                                         |

Die Industriebahn Seckbach erschloss ab 1913 das Industriegebiet Frankfurt-Seckbach als Industrieanschlussbahn.

## Geschichte

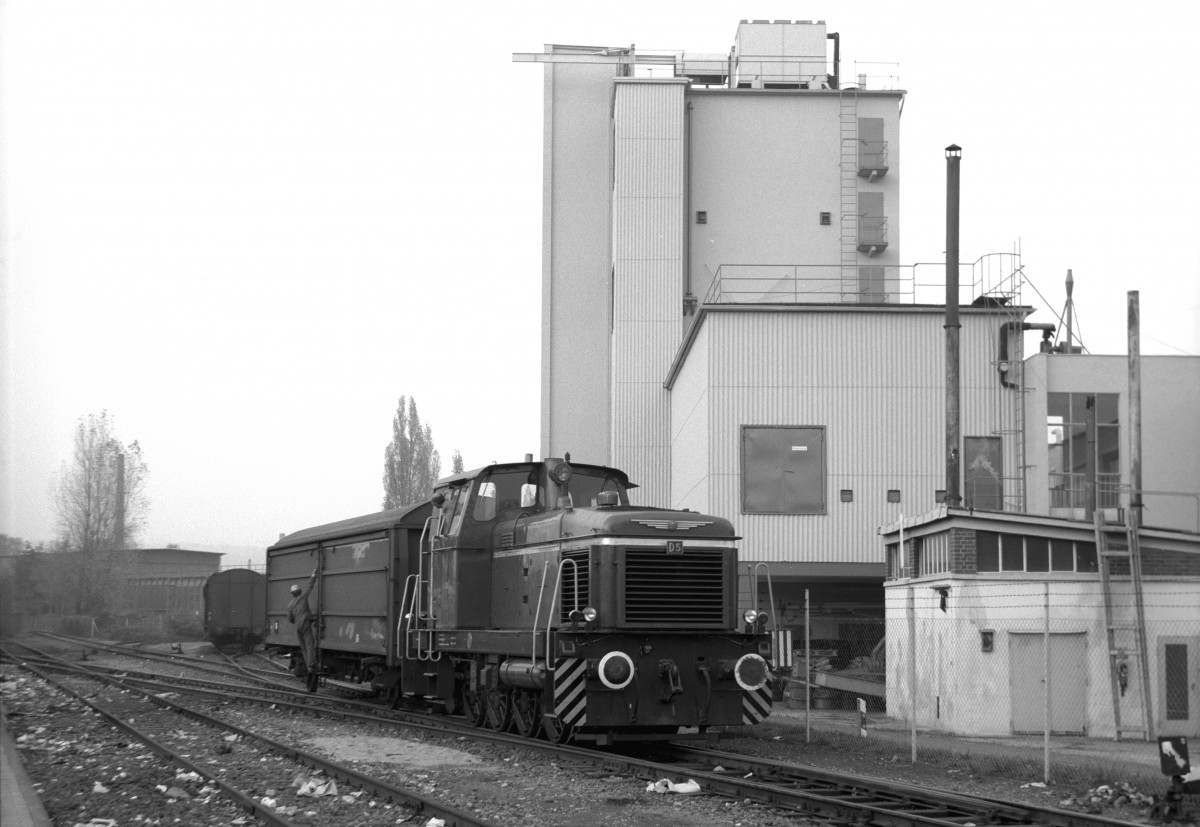
Ein Zug mit Lok D 5 rangiert zwischen Gwinnerstraße und „Am Erlenbruch“ nahe der Flinschstraße.

Die technisch recht aufwändig gestaltete Anschlussbahn war Teil der Frankfurter Hafenbahn. Die zwischen den Stammgleisen der Hafenbahn und dem Seckbacher Industriegebiet verlaufende Bahnstrecke Frankfurt–Hanau wurde mit einer eigens dafür gebauten Brücke (heute: Lahmeyerbrücke) überquert. Die Frankfurter Hafenbahn wiederum schloss im Ostbahnhof an die Gleise der Staatsbahn und im Frankfurter Osthafen an die Binnenschifffahrt auf dem Main an. Im Bereich des Seckbacher Industriegebietes wurden Straßen jedoch mit schienengleichen Bahnübergängen gekreuzt, ebenso die Straßenbahn- und spätere U-Bahn-Trasse (U4 / U7).
Im Seckbacher Industriegebiet hatten so unter anderem die Stahlbaufirma J. S. Fries Sohn und die Lurgi Apparatebau einen Direktanschluss an den Eisenbahngüterverkehr.
Während der Zeit des Nationalsozialismus diente die Strecke auch dazu, Frankfurter Juden, Sinti und Roma aus dem Arbeitslager Kruppstraße in die Vernichtungslager zu transportieren.
Die Bahnanlagen waren wegen ihrer industriellen Bedeutung im Zweiten Weltkrieg Ziel alliierter Bombenangriffe.
In den 1970er Jahren setzte eine Umstrukturierung ein. Das betraf zum einen die Unternehmen vor Ort: Sie zogen fort oder gaben auf. Zum anderen begann in den 1980er Jahren in großem Stil die Verlagerung des Gütertransports auf Lastkraftwagen. Dies bedeutete in den 1990er Jahren das Aus für die Seckbacher Industriebahn. Der Anschluss wurde gekappt, die Lahmeyerbrücke wurde zu einer Fußgängerbrücke. Die Gleise der Bahn liegen zum Teil noch auf der ehemaligen Strecke.